# Erica caffra
Az Erica caffra a hangavirágúak (Ericales) rendjébe, ezen belül a hangafélék (Ericaceae) családjába tartozó faj.

## Előfordulása
Az Erica caffra eredeti előfordulási területe Afrika déli fele. Lesothóban megtalálható 1800 méteres tengerszint feletti magasságban is. Az ember azonban sokfelé szétültette, mint sövényalkotó dísznövényt.

## Megjelenése
Ez a hangaféle 3-4,5 méter magasra is megnövő robusztus kis cserje vagy nagyobb bokor. Az idősebb példány kérge barna és mélyen repedezett, a fiatalé szürke színű. Az ágai hosszúak és számos ágacskát hordoznak. A levelei fénylők, szőrözöttek és sötétzöld színűek; hármasával ülnek az ágacskákon. A levél hosszúkás alakú és 8-19 milliméter hosszú. A harangra emlékeztető virágai fiatalon fehérek, sárgásak vagy krémszínűek; tavasszal és kora nyáron (azaz a déli félgömbön szeptembertől decemberig) nyílnak és sokáig tartanak. Erős illatot árasztanak. Megporzás után - amit főleg a méhek végeznek - a virág rozsdás-barnává válik. A magja igen kicsi, finom porszerű; egy grammban 50 000 mag is lehet. Egy mákszem (Papaver somniferum) tömege kiteheti 30 Erica caffra mag tömegét. A magok kis tokokban termelődnek, a tokok megéréskor elrobbannak és a finom magokat a szél szétszórja.

## Életmódja
A jó lefolyású talajokat kedveli, habár a természetes élőhelyén a folyóparti növényzet egyik alkotóeleme. Erős napfényre van szüksége; a teljes árnyékot nem tűri, viszont a részlegesben megélhet. Ha muszáj a rövid időtartamú szárazságot is megtűri.

## Képek

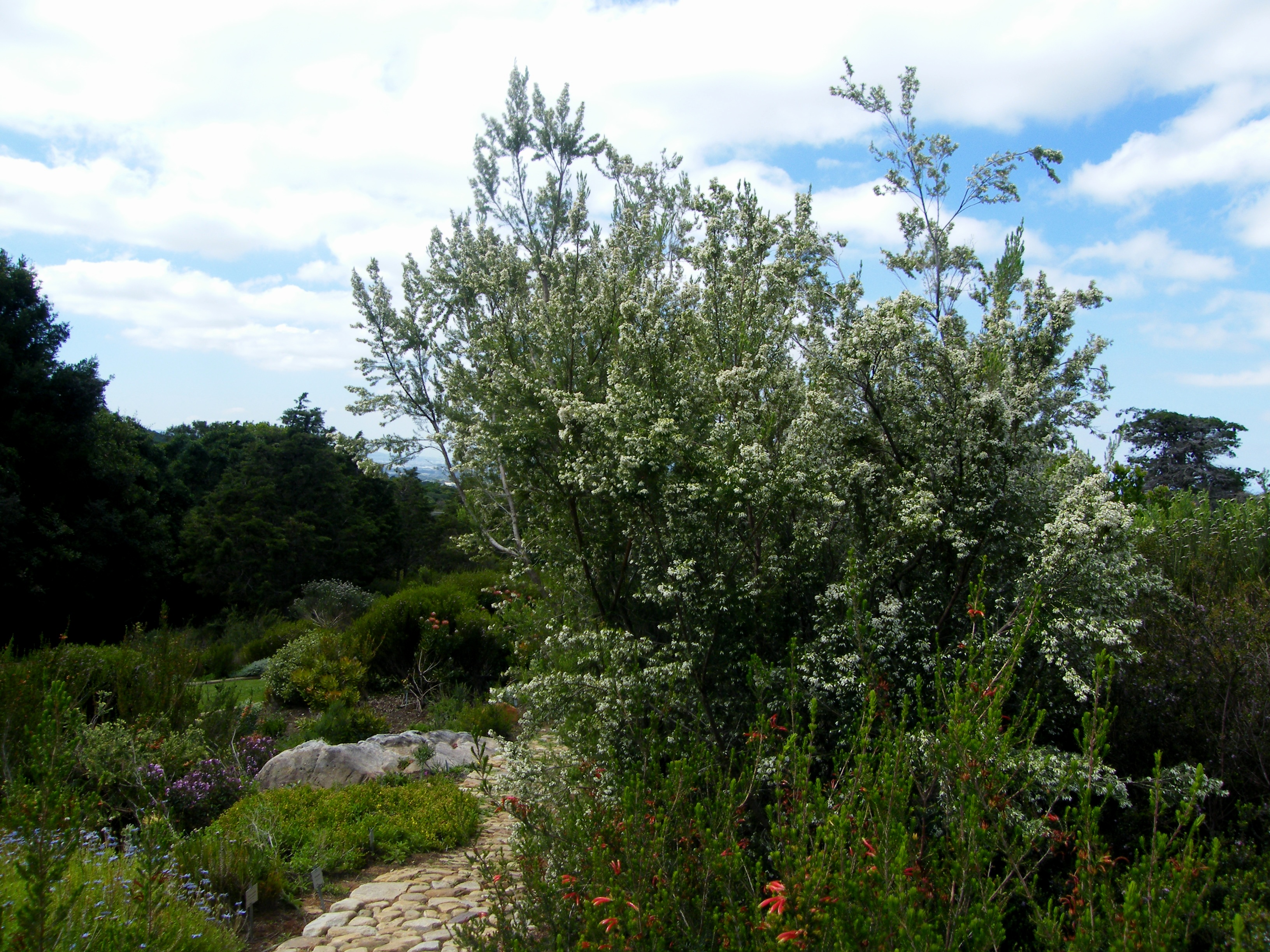
A növény
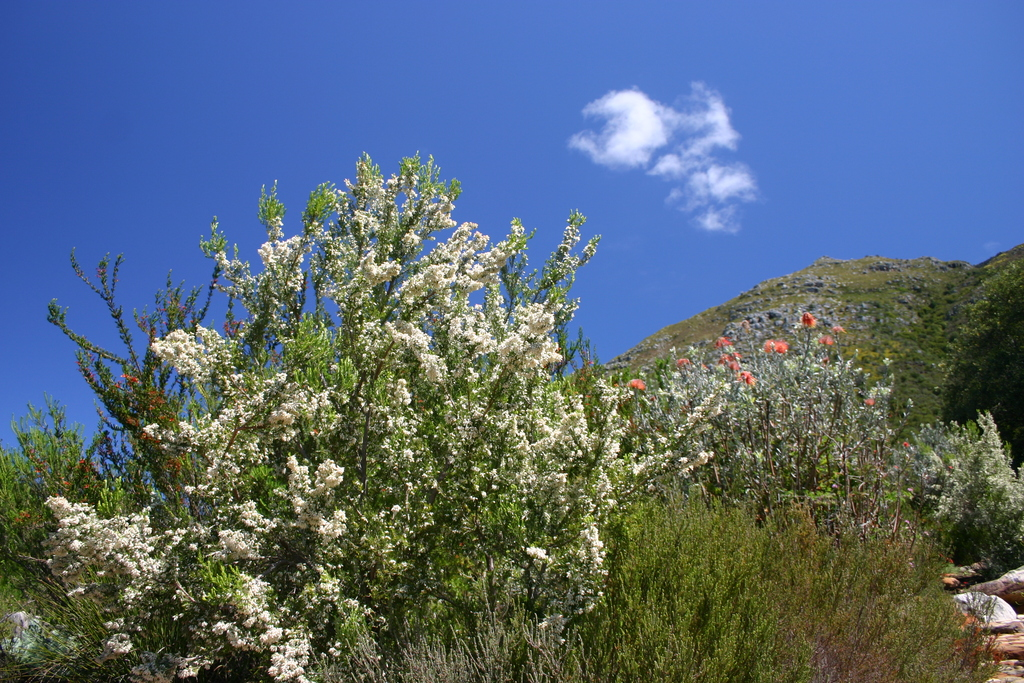
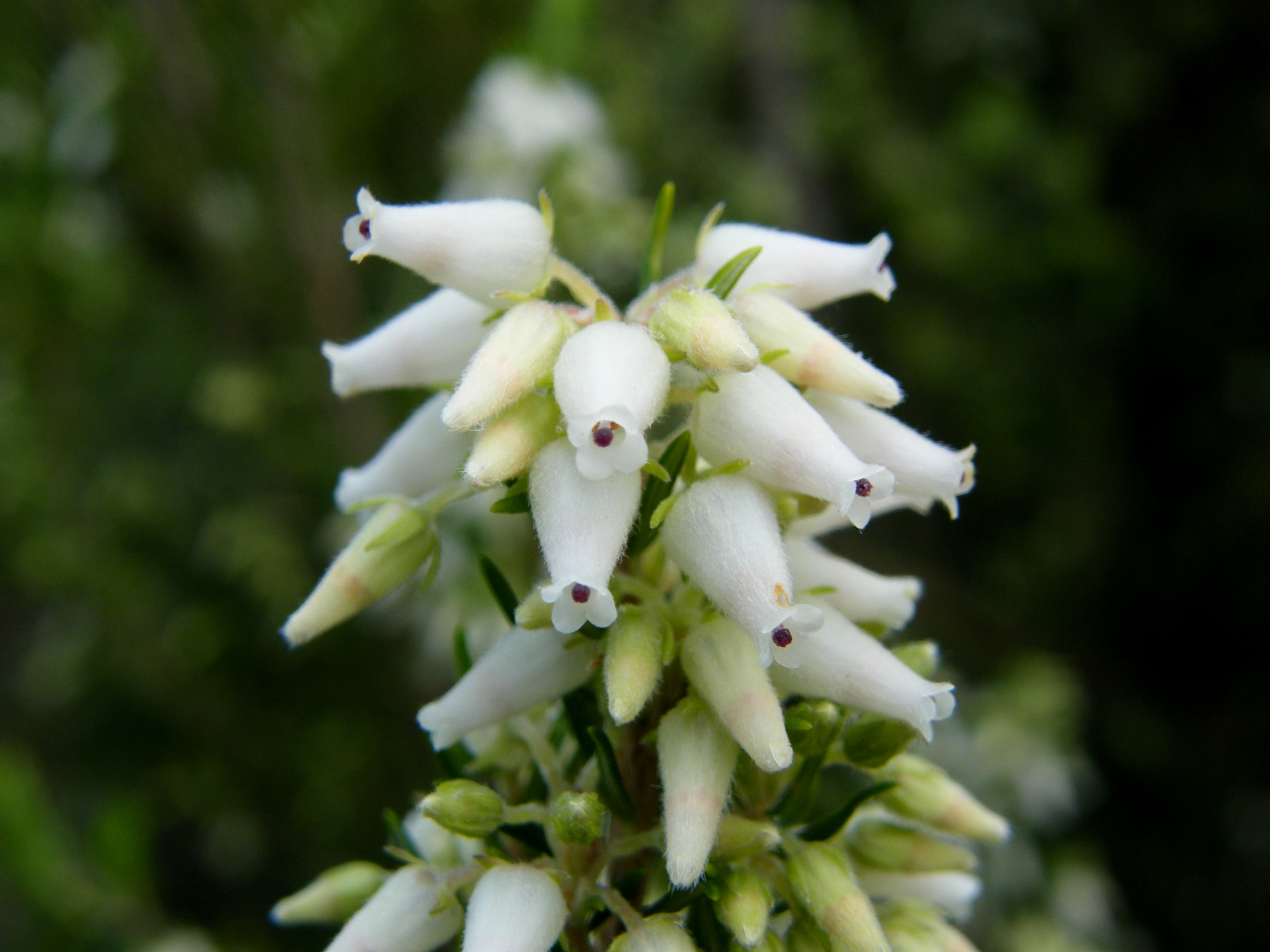
Virágai
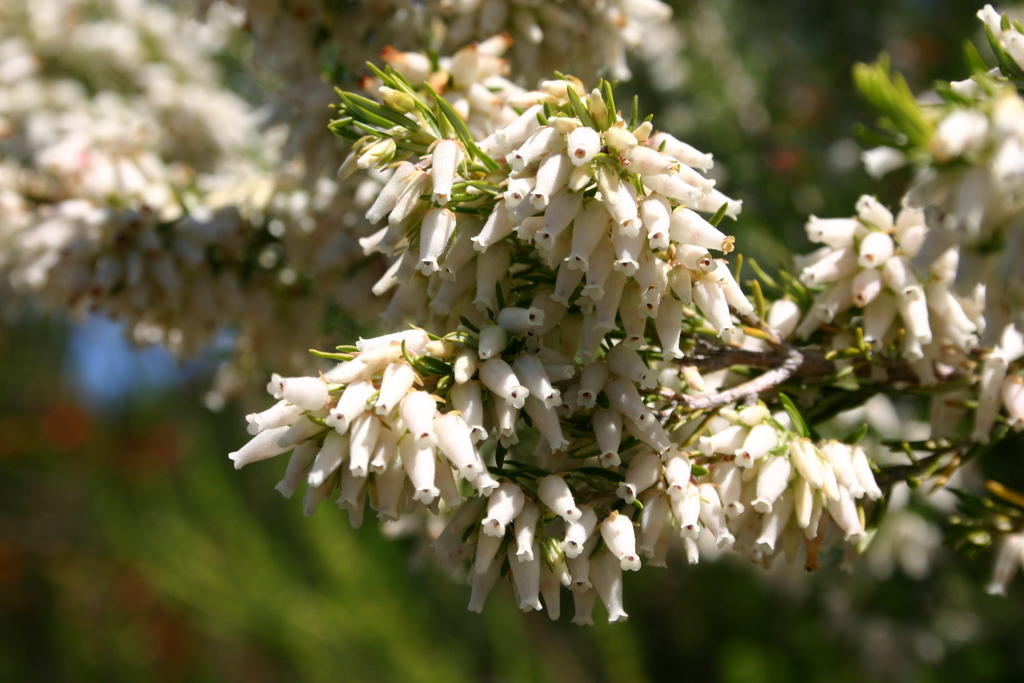
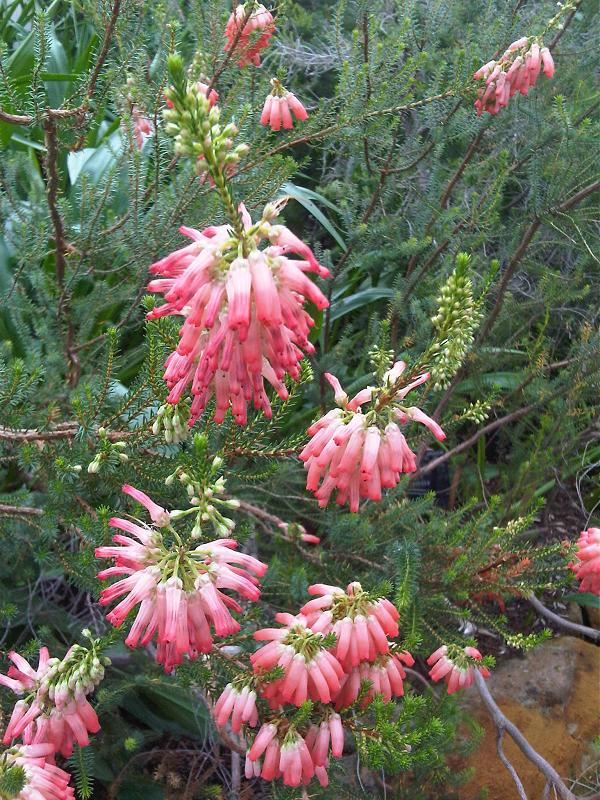